# Кардинальные добродетели

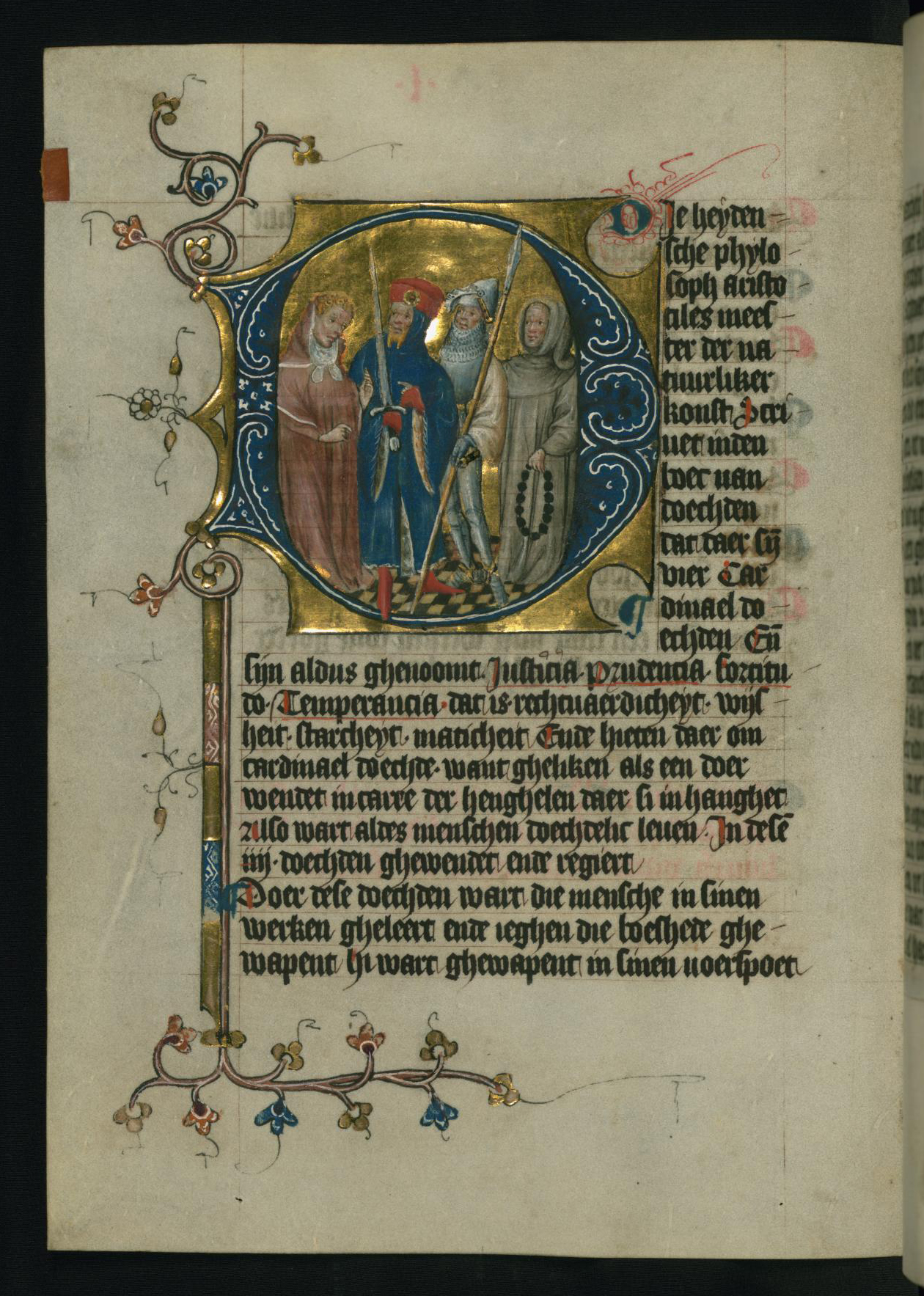
Дирк ван Дельф. Четыре кардинальные добродетели (ок. 1400 года)

Кардинальные добродетели (от лат. cardinālis "главный, основной", далее от cardo (род. п. cardinis) "дверная петля"); — группа из четырёх основных добродетелей в христианском нравственном богословии, основанная на античной философии и имеющая параллели в других культурах. 
| № | Платон (греч.)        | Августин (лат.) | Клайв Льюис (англ.) | Русский перевод         |
| - | --------------------- | --------------- | ------------------- | ----------------------- |
| 1 | σοφία (софия)         | prudentia       | Prudence            | мудрость, благоразумие  |
| 2 | σωφροσύνη (софросюне) | temperantia     | Temperance          | умеренность, целомудрие |
| 3 | ἀνδρεία               | fortitudo       | Fortitude           | мужество                |
| 4 | δικαιοσύνη            | iustitia        | Justice             | справедливость          |

В Древней Греции одно из первых перечислений добродетелей находится у Эсхила в описании Амфиарая («Семеро против Фив»). Вестник характеризует персонажа как справедливого, мужественного, мудрого и благочестивого человека. 
Платон в «Государстве» (4 кн.) заменил благочестие на рассудительность и назвал получившийся список «четырьмя добродетелями идеального государства», каждая из которых соответствует одному из его классов, за исключением справедливости, которая объемлет всю социальную систему. Цицерон в трактате «Об обязанностях», основанном на трудах Панетия Родосского, называет следующие качества: познание истины, справедливость и благотворительность, величие духа, умеренность. Похожий список содержится в Книге Премудрости Соломона (8, 7): «Если кто любит праведность, плоды её суть добродетели: она научает целомудрию и рассудительности, справедливости и мужеству, полезнее которых ничего нет для людей в жизни». Филон Александрийский видит аллегорию четырёх добродетелей в эдемских реках.
В христианство понятие четырёх добродетелей принёс Амвросий Медиоланский, который ввёл и сам термин «кардинальные добродетели». Вслед за ним той же системы придерживались Августин Блаженный и Григорий Двоеслов, но наибольшее развитие она получила в «Сумме теологии» Фомы Аквинского. Вместе с богословскими добродетелями, выделенными апостолом Павлом, благоразумие, справедливость, умеренность и мужество составили семь добродетелей, которые иногда тоже называются кардинальными.
Философия Нового времени поставила под сомнение список добродетелей. Так, Кант называл рассудительность и мужество свойствами темперамента, которые могут быть как полезными, так и вредными. Безусловно доброй он считал лишь «добрую волю». Гербарт предлагал в качестве кардинальных добродетелей мужество, свободу, доброту и справедливость.
В искусстве Средних веков и Возрождения встречаются изображения персонифицированных добродетелей. Обычно это женские фигуры с соответствующими атрибутами: Справедливость — с мечом и весами, Умеренность — с уздой, дешёвыми продуктами, разбавляющая вино водой, Мужество — в доспехах, со львом и пальмовой ветвью, Благоразумие — с книгой или свитком, зеркалом, змеёй.
Свои списки главных добродетелей имела и восточная философия. В конфуцианстве в качестве таковых выделялись жэнь (человеколюбие), и (справедливость, чувство долга), ли (благопристойность), чжи (знание, разумность) и синь (правдивость). Мэн-цзы выдвигал сходную концепцию «пяти связей»: господина и слуги, родителей и детей, мужа и жены, старшего и младшего, между друзьями. В индийской философии существовало понятие пяти принципов ямы и пяти принципов ниямы.